# Aage Brockenhuus-Schack
Aage greve Brockenhuus-Schack (23. april 1867 på Giesegaard – 20. juli 1933 i Holte) var en dansk kammerherre, bror til Adolph, Frands og Ludvig Brockenhuus-Schack.
Han var søn af kammerherre, greve Knud Brockenhuus-Schack til stamhuset Giesegaard og hustru Sophie von Lowzow. Han var ærespræsident for Centralforeningen af Sygeplejevirksomheder uden for København fra 1909, æresmedlem af Holbæk Amts Garderforening fra 1914, medlem af bestyrelsen for Holbæk Amts Sparekasse fra 1913, præsident i De danske Garderforeningers fællesrepræsentation fra 1922. Han var Ridder af Dannebrog og Dannebrogsmand.
Han blev gift 5. november 1890 med Benedicte komtesse Scheel. Ægteskabet blev ophævet, og 16. november 1917 ægtede han skuespillerinde Astrid Zangenberg, datter af kgl. skuespiller Christian Zangenberg.